# Rollo de Pesquera
El rollo o picota que se ubica en una plaza frente al Ayuntamiento de Pesquera es un Bien de Interés Cultural de Cantabria (España).
Un rollo es una columna de piedra, ordinariamente rematada por una cruz, que antiguamente era insignia de jurisdicción y que en muchos casos servía de picota, como es el caso del «Rollo o Picota de Pesquera». Fue declarado Bien de Interés Cultural por la Consejería de Cultura de Cantabria, con la categoría de Monumento, por resolución de 3 de abril de 2002.
No obstante, ya estaba protegido con anterioridad, dado que la Disposición Adicional Segunda de la Ley 16/1985, de 25 de junio, del Patrimonio Histórico Español, ya consideraba de Interés Cultural los bienes a que se contrae el Decreto de 571/1963, de 14 de marzo, sobre protección de los escudos, emblemas, piedras heráldicas, rollos de justicia, cruces de término y piezas similares. 
En Cantabria estos rollos son escasos. La picota de Pesquera consta de basamento y fuste de forma circular de piedra de sillería, y un capitel en el que se esculpen cuatro cabezas de monstruos o animales fantásticos. Data del siglo XVI.